# Anestèsia regional intravenosa
L'anestèsia regional intravenosa (ARIV) o anestèsia de blocatge de Bier és una tècnica d'anestèsia a les extremitats del cos on s'injecta un anestèsic local en vena i aïllat de la circulació en una zona objectiu. La tècnica sol implicar l'exsanguinació de la regió objectiu, que extreu la sang de l'extremitat, seguida de l'aplicació d'un torniquet quirúrgic per aturar el flux sanguini de manera segura. L'anestèsic s'introdueix per via intravenosa a l'extremitat i es deixa difondre al teixit circumdant mentre el torniquet reté l'anestèsic a l'àrea desitjada.